# シャーロット・ゲスト

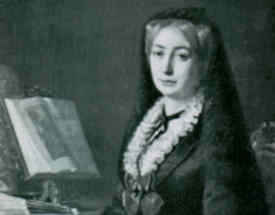
シャーロット・ゲストの肖像画

シャーロット・ゲスト（Lady Charlotte Elizabeth Guest、のちにLady Charlotte Schreiber, 1812年5月19日-1895年1月15日）は、イギリスの実業家・翻訳者。ウェールズ文学およびウェールズ語の研究に大きな成果を残した。「マビノギオン」の初めての英訳で有名である。

## 生涯
ゲストはリンカンシャーのユフィングトンにて、第9代リンゼイ伯アルベマール・ベルティと、その2人目の妻スザンナ・エリザベス・レイヤードの娘として生まれる。ゲストは6歳のときに実父を亡くし、母親はピーター・ペーガスと再婚したが、シャーロットはこの新しい父親のことは嫌いだった。シャーロットは勉学に大きな才能を見せ、アラビア語・ヘブライ語・ペルシャ語を独学で学んだ。
この時期に将来の首相ベンジャミン・ディズレーリとちょっとした色恋沙汰があったとも言われているが、ともかく1833年の結婚を機に、彼女は幸せとは言い難い家を出た。しかし、この結婚はやや型破りなものであった。夫ジョン・ジョシュア・ゲストはウェールズの製造業者で、ダウレイス鉄鋼会社のオーナーであったが、シャーロットよりもかなり年上であった（ジョンは49歳、シャーロットは21歳）。1832年、ジョンがマーサー・テイドヴィル（ウェールズ南東の郡）から下院議員に当選したのを機に、2人はマーサー・テイドヴィルのダウレイスに引っ越して結婚した。結婚生活は幸せだったようで、シャーロットは10人の子供を産んだ。シャーロットは、ジョンが地域を代表して行っている博愛活動に熱心な興味を抱き、彼女自身も、技術文書をフランス語に訳すなどの形で鉄工業に関わるようになった。ジョン・ゲストは1838年に男爵位を得た。
ジョンが健康を損なうと、シャーロットが事業を運営することが多くなった。やがて1852年のジョンの死とともにシャーロットは完全に事業を引き継ぎ、1855年、G.T.クラークに席を譲るまで、従業員や他の鉄工所のオーナーとの交渉の場に立ち続けた。退任と同時にシャーロットはチャールズ・スクライバーと結婚した。スクライバーは古典文学の学者で、チェルトナム（後にプール（Poole）：イングランド南東部の町）選出の議員でもあった。彼らはウェールズを離れ、ヨーロッパを旅して陶器を収集した。これはのちにヴィクトリア&アルバート博物館に遺贈された。また、扇やボードゲーム、トランプなども収集し、これらは大英博物館に寄贈された。
長男のアイヴァーは後に初代ウィンブローン男爵となり、第7代マールバラ公の娘でありウィンストン・チャーチルの叔母でもあるコロネリア・スペンサー＝チャーチルと結婚した。その子供はのちに初代ウィンブローン子爵となった。シャーロットの子孫には、アメリカのゲスト家（C.Z.ゲスト (C. Z. Guest) もこのゲスト家の姻族である）や、ベスボロー伯爵やシェムスホルド子爵なども含まれる。

## 翻訳
シャーロットはウェールズにいる間、トマス・プライスやヴィレマーク、ジャッジ・ボサンキュー、グウォルター・メケインなどの文学の学者に師事し、ウェールズ語を学んだ。シャーロットは中世の歌や詩のほか「マビノギオン」の翻訳をおこない、大評判となった。「マビノギオン」の表記はゲストが元になっている。
「マビノギ」という言葉自体は、もともとは「マビノギ四枝」として知られる4つの物語を指すものである。ひとつの写本に mabynnogyon という言葉があったものを、シャーロットが「マビノギ」の複数形だと考え、コレクション全体を指す言葉として採用した。
「マビノギオン」の物語は、ウィリアム・オーウェン・プーヘが既に集めて "Myvyrian Archaiology of Wales" として編纂しており、プーヘはすでに翻訳を完成しておきながらも、公表する前の1835年に亡くなっていた。シャーロットは、1803年にプーヘが編纂したウェールズ語辞書を使ったが、プーヘ訳には依らずに独自に訳を進めた。シャーロット版の「マビノギオン」は、出版されたものの中では最初の訳書である。1838年から1849年までは複数巻で出版された。第1巻はアーサー王伝説にまつわる物語で、「ウェールズのロマンス」から泉の婦人オルウェン、マヴラウグの息子ペレディル、ゲライントとイーニッドが収録された。第2巻はキルフーフとオルウェン、ロナブイの夢が収録された。グライントとイーニッドはアルフレッド・テニスンの『国王牧歌』にて、ゲライントにまつわる2つの詩の元になった。

## 業績
シャーロット・ゲストはウェールズ人から見れば、ウェールズ文化の再興に協力した外国人である。シャーロットはほぼ同時代のサノーヴァーとともに、文化への功労者としてウェールズの人々に深く記憶された。1980年代、ダウレイスの町おこしのために建設されたパブは、彼女の功績をたたえてレディー・シャーロットと名付けられた。

## 著作
- Schreiber, Charlotte. Lady Charlotte Schreiber's Journals: Confidences of a Collector of Ceramics and Antiques throughout Britain, France, Holland, Belgium, Spain, Portugal, Turkey, Austria and Germany from the year 1869-1885. (London and New York: John Lane, 1911), edited by Montague John Guest.